# Cratere Philadelphia
Philadelphia  è un cratere sulla superficie di Marte.